# Оттон II (граф Нассау)
Оттон II фон Нассау (нидерл. Otto II van Nassau, нем. Otto II von Nassau-Siegen; около 1305[…] — не ранее декабрь 1350 и не позднее январь 1351[…]) — немецкий дворянин, граф Нассау-Дилленбург в Зигене и Дилленбурге из оттоновской линии Нассауского дома (1343—1350/1351).

## Биография
Старший сын Генриха II фон Нассау (ок. 1270—1343), графа Нассау-Зигенского (1328—1343), и Адельгейды (ум. 1351), дочери Дитриха I фон Гейнсберга.
В 1343 году после смерти графа Генриха II фон Нассау его владения были разделены между его двумя сыновьями. Старший из братьев, Оттон II получил во владение Нассау-Дилленбург, а младший, Генрих I фон Нассау (1307—1388), унаследовал Нассау-Байльштайн.
Оттон фон Нассау был женат на Адельгейде фон Вианден, дочери Филипп фон Виандена и Адельгейды фон Арнсберг. У них было четверо детей:
- Адельгейда Нассауская (ум. 1381), монахиня и аббатиса
- Иоганн I Нассауский (ок. 1339—1416), граф Нассау-Дилленбург, женат на Маргарите фон дер Марк
- Генрих Нассауский (ум. 1402), каноник в Кельнском соборе
- Оттон Нассауский (ум. 1384), каноник и проректор в Санкт-Морице в Майнце, затем каноник в соборах Кельна и Майнца